# 30 Days of Night (film)
30 Days of Night er en amerikansk horrorfilm fra 2007 baseret på tegneserien-miniserien af samme navn. Filmen er instrueret af David Slade og i hovedrollerne ses Josh Hartnett, Melissa George, og Danny Huston. Historien fokuserer på den isolerede by Barrow i Alaska som bliver plaget af vampyrer, netop som byen træder ind i en tredive dage lang polarnat.

## Handling
I byen Barrow, Alaska forbereder man sig til den årlige "30 Dage af nat", en periode i løbet af vinteren, hvor der ikke er nogen sol. Mens byen bliver klar, ror en fremmed i land fra et stort skib. Da han er i Barrow, saboterer han byens kommunikation og transport; Barrows sherif, Eben Oleson, undersøger sagen. Eben erfarer, at hans næsten ex-kone Stella Oleson, ikke er kom med det sidste fly og må blive i "de 30 dage". Selv om de forsøger at undgå hinanden, hjælper Stella da Eben konfronterer den fremmede i byen diner, med at kue ham og tage ham til stationen.
Fra fængsel, håner den fremmede folkene i byen, og fortæller dem, at døden er på vej. Netop da, angriber vampyrer det lokale telekommunikationscentrets og strømforsyning, hvilket gør byen helt mørk og afskåret fra omverdenen.

## Medvirkende
- Josh Hartnett som Sheriff Eben Oleson
- Melissa George som Stella Oleson
- Danny Huston som Marlow
- Ben Foster som Den Fremmede
- Mark Boone Junior som Beau Brower
- Mark Rendall som Jake Oleson
- Amber Sainsbury som Denise
- Nathaniel Lees som Carter Davies
- Megan Franich som Iris
- Andrew Stehlin as Arvin
- Manu Bennett som Deputy Billy Kitka
- Craig Hall som Wilson Bulosan
- Elizabeth Hawthorne som Lucy Ikos
- Jared Turner som Aaron
- Kelson Henderson som Gabe
- Abbey-May Wakefield som lille Vampyrpige
- Pua Magasiva som Malekai Hamm
- Joel Tobeck som Doug Hertz
- Kate Elliott som Vampyr
- Ben Fransham som Vampyr
- Kate O'Rourke som Vampyr
- Melissa Billington som Vampyr